# Vlasics Károly
Vlasics Károly (Szeged, 1882. szeptember 4. – Szeged, 1968. október 2.) festő.

## Életútja
Az érettségi vizsgát követően családi vállalkozásban tevékenykedett. Eleinte Károlyi Lajosnál tanult, majd négy évig utazott Európában. Egy évet élt Szentpétervárott, s ezután visszatért Szegedre. 1914 előtt Bécsben töltött egy évet, ezután Budapestre költözött, ahol műtárgyüzletet üzemeltetett. A Tanácsköztársaság alatt titkára volt a szegedi forradalmi művészszakszervezetnek. A két világháború között szegedi és hódmezővásárhelyi festők munkáit állította ki felesége virágüzletében. Első kiállítását 1919-ben rendezte a szegedi művészekkel közös tárlaton. Később rendszeresen állított ki Szegeden. Barátság fűzte Móra Ferenc íróhoz és Juhász Gyula költőhöz, akik világlátását is formálták. Vlasics Károly, Vinkler László és Tápai Antal is fontos szerepet játszott az 1960-as években felerősödött, szegedi kötődés festő- és szobrászgeneráció útra bocsátásában. Művészeti szabad iskolát alapított 1949-ben, melynek utódja lett a Tábor utcai képzőművész kör, ezt haláláig működtette.

## Egyéni kiállítások
- 1919 • Kultúrpalota, Móra Ferenc Múzeum, Szeged
- 1962 • Móra Ferenc Múzeum Képtára, Szeged
- 2005 • Emlékkiállítás, Móra Ferenc Múzeum, Szeged

## Válogatott csoportos kiállítások
- 1919-től • a szegedi kiállítások rendszeres résztvevője, szervezője
- 1938 • Egyházművészeti és Világi Képzőművészeti Kiállítás, Szeged
- 1947 • Szegedi Képzőművészek Kiállítása, Kultúrpalota, Szeged
- 1948 • Híd Kiállítás, Hungária szálló, Szeged
- 1957 • Szegedi Képzőművészek Kiállítása, Móra Ferenc Múzeum, Szeged
- 1958 • Szegedi Képzőművészek Retrospektív Kiállítása, Móra Ferenc Múzeum, Szeged
- 1954 • Megyei Képzőművészeti Kiállítás, Kultúrpalota, Szeged
- 1964 • Szegedi Képzőművészek Kiállítása, Móra Ferenc Múzeum Képtára, Szeged
- 1960 • Képzőművészetünk a felszabadulás után, Móra Ferenc Múzeum, Szeged
- 1967 • Szegedi Képzőművészek Tárlata, Magyar Nemzeti Galéria, Budapest
- 1968 • Délalföldi Tárlat
- 2006 • In Memoriam. Dél-alföldi festők posztumusz kiállítása, Ópusztaszer, Nemzeti Történeti Emlékpark
- 2011 • Közös értékeink, Reök-galéria, Szeged.

## Művek közgyűjteményekben
- Móra Ferenc Múzeum, Szeged
- Megyei Jogú Város Önkormányzata, Szeged
- Csongrád Megyei Önkormányzat, Szeged.